# Archaeorhynchus
Archaeorhynchus é um gênero de Avialae com bico (proto-aves) do período Cretáceo. Um fóssil de sua única espécie conhecida, Archaeorhynchus spathula, foi descoberto pela primeira vez por Zhou e Zhang em 2006, em rochas da Formação Yixian em Yixian, província de Liaoning, China, mostrando um esqueleto completo bem preservado. Dois espécimes mais completos foram encontrados em  depósitos do Cretáceo Inferior de Jianchang, Liaoning, nordeste da China, fornecendo novas informações anatômicas. Estes depósitos datam de 120 milhões de anos, enquanto que a amostra original tinha 125 milhões de anos, ou seja, a faixa etária para a espécie é 125-120Ma.